# Hexelasma americanum
Hexelasma americanum är en kräftdjursart som beskrevs av Henry Augustus Pilsbry 1916. Hexelasma americanum ingår i släktet Hexelasma och familjen Bathylasmatidae. Inga underarter finns listade i Catalogue of Life.